# Nymphula procrealis
Nymphula procrealis là một loài bướm đêm trong họ Crambidae.